# Hydrophilidae

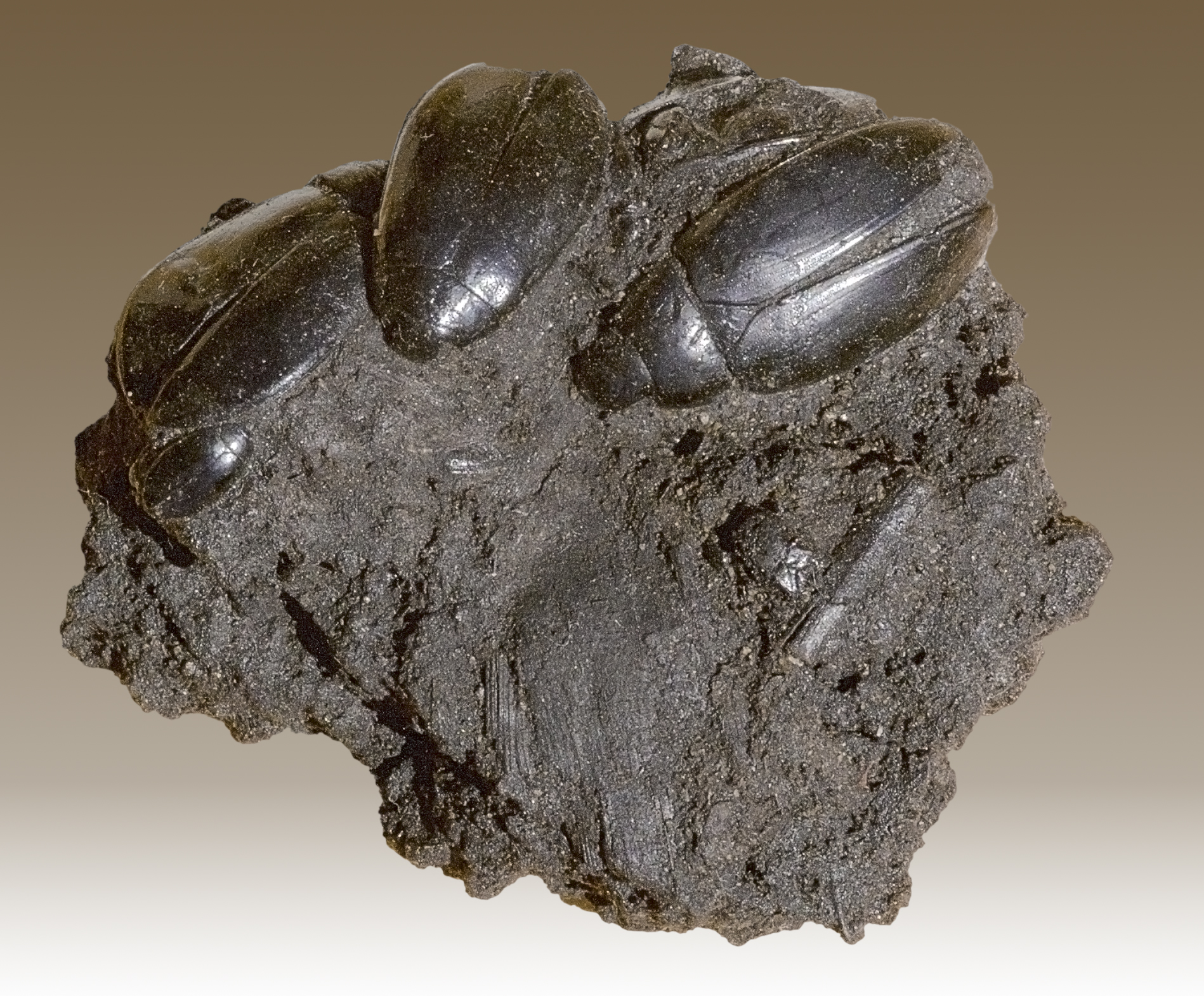
Hydrophilus sp. formas fósiles

Los hidrofílidos (Hydrophilidae) son una familia de coleópteros polífagos de tamaño comprendido entre 1 y 50 mm, con unas 3.400 especies descritas en 200 géneros. Su principal característica morfológica son los palpos maxilares mucho más largos que las antenas.
La mayoría de las especies viven en el agua o en sus cercanías, como la arena de la orilla o aluviones fluviales; atrapan el aire atmosférico de la superficie del agua mediante sus antenas, que están muy modificadas para ese fin. Los Sphaeridiinae son terrestres y viven principalmente en el estiércol. Las larvas son depredadoras en la mayoría de los casos, mientras que los adultos pueden ser herbívoros o carnívoros.

## Véase también

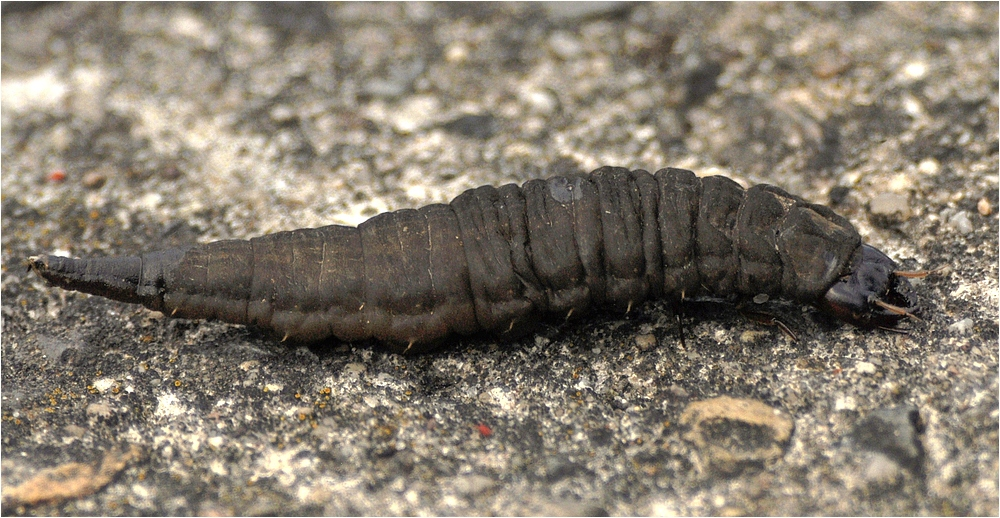
Hydrous piceus larva